# Nicolás Núñez Rojas
Nicolás Arnaldo Núñez Rojas (Santiago, Chile, 12 de septiembre de 1984) es un exfutbolista y actual entrenador chileno. Jugaba como defensa lateral derecho.

## Trayectoria

### Como jugador
Integró la selección chilena que participó en el Campeonato Sudamericano Sub-17 de 2001 jugado en Arequipa, Perú, junto a Mauricio Pinilla, Mark González, Luis Jiménez. Debutó por Universidad Católica en primera división, en un clásico universitario frente a Universidad de Chile. En esa institución no logró mantenerse como titular fijo, sin embargo siempre que ingresó lo hizo de buena forma, incluso llegando a anotar algunos goles.
Se fue una temporada a préstamo a Deportes Puerto Montt, donde anotó muchos goles que le hicieron volver a la Universidad Católica, luego en la pretemporada fue transferido al club español de Albacete.
El año 2007 fue contratado a préstamo por Everton. Juega de volante por la derecha con mucha proyección a la valla contraria, a pesar de que sus inicios fueron como delantero neto. El domingo 18 de febrero de 2007 jugó su 2º partido marcando un gol frente a Audax Italiano. 
La última vez que enfrentó a la Universidad Católica, celebró el gol, sin embargo luego aclaró que siente un amor inmenso por la institución, que es hincha cruzado, y que desea volver en algún momento. 
A mediados de 2007, fue fichado por la Universidad Católica donde no es titular pero siempre que entra concreta buenas actuaciones.
A fines del 2008 es traspasado a Unión Española, donde no tiene la suficiente continuidad en el plantel. Se va del club hispano el año 2010 y luego ficha en Ñublense.
En el año 2012 es fichado por Club Deportivo Huachipato de Talcahuano, donde logra su segundo título profesional en la primera división, ganando la final del Clausura 2012 contra Unión Española con un 4-4 en el marcador global y un 3-2 en los penales.
A mediados del año 2016 es fichado por Magallanes, club en el cual sirvió de defensa lateral y volante derecho, teniendo una gran participación en el campeonato de la Primera B convirtiéndose en capitán de la misma escuadra y retirándose en el cuadro "calabelero" a finales de 2019.

### Como entrenador

#### Magallanes
En 2022, tras su retiro del fútbol, y luego de ser ayudante de Ariel Pereyra y Fernando Vergara en Magallanes, comenzó a dirigir al que fuera su último club como jugador profesional, tras la renuncia de Vergara al banco. Después una gran campaña logra ascender a la Primera División de Chile con el cuadro calabelero tras 36 años de ausencia en dicha categoría. Luego de que el día 1 de noviembre se impusiera por 2-0 a Deportes Recoleta en la última fecha del Torneo Primera B 2022, quedando a 4 puntos de Cobreloa, su escolta y se proclamara campeón de aquella liga.
La temporada siguiente, obtuvo la Supercopa de Chile 2023 tras vencer por penales a Colo-Colo, además de clasificar a la Copa Sudamericana. Pese a sus logros, en el torneo oficial de Primera División el equipo nunca logró despegarse de los puestos de descenso, y tras una racha de 6 derrotas consecutivas, renunció a su cargo el 13 de mayo de 2023.

#### Universidad Católica
El 24 de julio de 2023 es anunciado como nuevo entrenador de Universidad Católica de la Primera División chilena, hasta diciembre del 2024.Tras una irregular campaña, coronada con la eliminación en la fase previa de la Copa Sudamericana 2024 ante Coquimbo Unido, el 7 de marzo de 2024 es anunciada su desvinculación del conjunto cruzado.

## Clubes

### Como jugador
| Club                             | País   | Año       |
| -------------------------------- | ------ | --------- |
| Universidad Católica             | Chile  | 2002-2006 |
| → Deportes Puerto Montt (cedido) | Chile  | 2004      |
| Albacete                         | España | 2006-2008 |
| → Everton (cedido)               | Chile  | 2007      |
| → Universidad Católica (cedido)  | Chile  | 2007-2008 |
| Unión Española                   | Chile  | 2009-2010 |
| Ñublense                         | Chile  | 2011      |
| Huachipato                       | Chile  | 2012-2015 |
| San Marcos de Arica              | Chile  | 2015      |
| Magallanes                       | Chile  | 2016-2019 |

### Como entrenador
| Equipo                       | Div.                | Temporada           | Liga | Liga | Liga | Liga | Liga |    | Copa | Copa | Copa | Copa |   | Internacional | Internacional | Internacional | Internacional | Internacional |   | Otros | Otros | Otros | Otros |    | Totales     | Totales | Totales | Totales | Totales | Totales | Totales | Totales | Totales |
| Equipo                       | Div.                | Temporada           | PD   | G    | E    | P    | Pos. | PD | G    | E    | P    | PD   | G | E             | P             | Pos.          | PD            | G             | E | P     | PD    | G     | E     | P  | Rendimiento | GF      | GC      | Dif.    | Ptos.   |         |         |         |         |
| ---------------------------- | ------------------- | ------------------- | ---- | ---- | ---- | ---- | ---- | -- | ---- | ---- | ---- | ---- | - | ------------- | ------------- | ------------- | ------------- | ------------- | - | ----- | ----- | ----- | ----- | -- | ----------- | ------- | ------- | ------- | ------- | ------- | ------- | ------- | ------- |
| Magallanes · Chile           | 2.ª                 | 2021                | 30   | 9    | 14   | 7    | 7.º  | 5  | 1    | 1    | 3    | -    | - | -             | -             | -             | -             | -             | - | -     | 35    | 10    | 15    | 10 | 42.86%      | 42      | 41      | 1       | 45      |         |         |         |         |
| Magallanes · Chile           | 2.ª                 | 2022                | 32   | 22   | 6    | 4    | 1.º  | 10 | 5    | 5    | 0    | -    | - | -             | -             | -             | -             | -             | - | -     | 42    | 27    | 11    | 4  | 73.02%      | 75      | 30      | 45      | 92      |         |         |         |         |
| Magallanes · Chile           | 1.ª                 | 2023                | 13   | 2    | 2    | 9    | Inc. | 1  | 1    | 0    | 0    | 7    | 2 | 3             | 2             | Inc.          | 1             | 0             | 1 | 0     | 22    | 5     | 6     | 11 | 31.82%      | 31      | 36      | -5      | 21      |         |         |         |         |
| Magallanes · Chile           | Total               | Total               | 75   | 33   | 22   | 20   | -    | 16 | 7    | 6    | 3    | 7    | 2 | 3             | 2             | -             | 1             | 0             | 1 | 0     | 99    | 42    | 32    | 25 | 53.19%      | 148     | 107     | 41      | 158     |         |         |         |         |
| Universidad Católica · Chile | 1.ª                 | 2023                | 12   | 4    | 4    | 4    | 7.º  | 3  | 0    | 2    | 1    | -    | - | -             | -             | -             | -             | -             | - | -     | 15    | 4     | 6     | 5  | 40%         | 18      | 19      | -1      | 18      |         |         |         |         |
| Universidad Católica · Chile | 1.ª                 | 2024                | 2    | 1    | 0    | 1    | Inc. | -  | -    | -    | -    | 1    | 0 | 0             | 1             | 1ªF           | -             | -             | - | -     | 3     | 1     | 0     | 2  | 33.33%      | 2       | 3       | -1      | 3       |         |         |         |         |
| Universidad Católica · Chile | Total               | Total               | 14   | 5    | 4    | 5    | -    | 3  | 0    | 2    | 1    | 1    | 0 | 0             | 1             | -             | -             | -             | - | -     | 18    | 5     | 6     | 7  | 38.89%      | 20      | 22      | -2      | 21      |         |         |         |         |
| Total en su carrera          | Total en su carrera | Total en su carrera | 89   | 38   | 26   | 25   | -    | 19 | 7    | 8    | 4    | 8    | 2 | 3             | 3             | -             | 1             | 0             | 1 | 0     | 117   | 47    | 38    | 32 | 51%         | 168     | 129     | 39      | 179     |         |         |         |         |
| 1. 2. 3.                     |                     |                     |      |      |      |      |      |    |      |      |      |      |   |               |               |               |               |               |   |       |       |       |       |    |             |         |         |         |         |         |         |         |         |

#### Resumen estadístico
| Competición               | Partidos | Ganados | Empatados | Perdidos | %      |
| ------------------------- | -------- | ------- | --------- | -------- | ------ |
| Primera B de Chile        | 62       | 31      | 20        | 11       | 60.75% |
| Primera División de Chile | 27       | 7       | 6         | 14       | 33.34% |
| Copa Chile                | 19       | 7       | 8         | 4        | 50.88% |
| Supercopa de Chile        | 1        | 0       | 1         | 0        | 33.33% |
| Copa Libertadores         | 4        | 2       | 1         | 1        | 58.33% |
| Copa Sudamericana         | 4        | 0       | 2         | 2        | 16.67% |
| TOTAL                     | 117      | 47      | 38        | 32       | 51%    |

## Palmarés

### Como jugador
| Título           | Club                 | País  | Año    |
| ---------------- | -------------------- | ----- | ------ |
| Primera División | Universidad Católica | Chile | 2002-A |
| Primera División | Universidad Católica | Chile | 2005-C |
| Primera División | Huachipato           | Chile | 2012-C |

### Como entrenador
| Título             | Club       | País  | Año  |
| ------------------ | ---------- | ----- | ---- |
| Primera B          | Magallanes | Chile | 2022 |
| Copa Chile         | Magallanes | Chile | 2022 |
| Supercopa de Chile | Magallanes | Chile | 2023 |